# مشروب كحولي
المشروبات الكحولية أو المشروبات الروحية هي المشروبات التي تحتوي على نسبة معينة من الكحول وقد تكون مخمرة (مثل البيرة) أو مقطرة (مثل الويسكي)، سواء كان مصدرها الفواكه، مثل العنب والتمر والزبيب والتفاح والإجاص أو من الحبوب: كالحنطة والشعير والذرة أو العسل والبطاطس والنشا والسكر. ويتكون الخمر من مركب رئيسي هو الكحول الإيثيلي ({\displaystyle C_{2}H_{5}OH}) أو الإيثانول.
الكحول مادة اكتئابية فهو مركب يعمل كمادة مثبطة للجهاز العصبي المركزي. وتتضمن تأثيراته قصيرة المدى تقليل القلق وانخفاض المهارات الحركية والشعور بالنشوة عند تناول جرعات منخفضة، بينما تشمل التسمم والغيبوبة وفقدان الوعي وفقدان الذاكرة التقدمي أو حتى الموت عند تناول جرعات عالية. يمكن أن يؤدي الاستخدام طويل الأمد إلى اضطرابات تعاطي الكحول وزيادة خطر الإصابة بالاعتماد الجسدي، وأمراض القلب والأوعية الدموية، وأنواع مختلفة من السرطان. ووفقًا لمنظمة الصحة العالمية فإن الكحول من بين أخطر المواد المسرطنة، وتؤكد أنه لا توجد كمية آمنة من الكحول يُمكن استهلاكها دون مخاطر.

## الكيمياء والسميات

تركيبة الإيثانول الكيميائية

الإيثانول (CH3CH2OH)، هو المكون الفعّال في المشروبات الكحولية، ومن أجل الاستهلاك يتم تكوينه بطريقة التخمر - أي أيض الكربوهيدرات عن طريق بعض الأصناف من الخمائر في حالة انعدام الأكسجين. طريقة زرع الخمائر في ظروف مولدة للكحول تسمى بالتخمر. نفس العملية تنتج ثنائي أكسيد الكربون في نفس الموقع، ويمكن استخدامها في المشروبات الغازية في البيوت، ولكن تترك هذه الطريقة آثار خميرة وفي المصانع تتم عملية صنع المشروبات الغازية بصورة منفصلة.
المشروبات التي تحتوي على أكثر من 50% إيثانول للحجم تكون قابلة للاشتعال بسهولة. والتي تحتوي على أكثر بكثير يمكن اشتعالها بتعريضها للحرارة بدون لهب، كوضع المشروب الكحولي في كأس شوت دافيء.
في الكيمياء، الكحول هي كلمة عامة لأي مركب عضوي يحتوي على المجموعة الوظيفية OH والتي ترتبط بذرة كربون، وهي التي ترتبط بدورها لذرات أخرى من الكربون والهيدروجين. الكحول الأخرى مثل بروبيلين غليكول وكحول السكر قد تظهر في الطعام والمشروبات بصورة معتادة، ولكن لا تجعلها «كحوليات». ميثانول (كربون واحد)، والبروبانول (3 كربونات) والبيوتانول هي كلها كحولات متواجدة بصورة عامة، ولكن لا يجب أن يتم استهلاك أي منها كشراب لأنها تعتبر سامة.
يمكن للبشر أيض الإيثانول كمغذي توفير-الطاقة حيث يمكن أيضه إلي أسيتالديهايد وبعدها إلى حمض الأسيتيك والذي يمكن بدوره بمساعدة كوإنزيم أ أن ينتج أسيتيل كو أ وهو الذي يحمل نصف-الأسيتيل إلى دورة حمض الستريك الذي يزود الطاقة عن طريق أكسدة نصف-الأسيتيل إلى ثنائي أكسيد الكربون.
عند مقارنته مع الكحولات الأخرى، للإيثانول قابلية تسميم قليلة جداً، مع أقل جرعة قاتلة معروفة في الإنسان بمقدار 1400مغم/كغم والجرعة المميتة الوسطية بمقدار 9000مغم/كغم (فموية، جرذ). بالرغم من ذلك فإن خطر حوادث الجرعة الزائدة للكحول هو أعلى بالنسبة للنساء وذوي الوزن القليل والأطفال. هؤلاء الأشخاص لديهم كمية ماء أقل في جسدهم لذا يصبح تركيز الكحول فيه أعلى. تركيز الكحول في الدم بمقدار 50 إلى 100 مغم/ديسيلتر يمكن اعتباره سكر قانوني (تختلف القوانين بين البلدان والولايات). نسبة التأثير هي 22 مغم/ديسيلتر.
يؤثر الكحول أيضاً على مستقبلات حمض غاما أمينوبوتيريك (GABA)، الذي يؤدي إلى عمل تأثير الكآبة.
الإفراط في تناول الكحول يؤدي إلى تسمم متأخر بسبب السكرة يسمى بصداع الكحول، بالإنكليزية Hangover (وباللاتينية crapula). العديد من العوامل تؤثر على ذلك، من ضمنها تحويل الإيثانول إلى أسيتالديهايد. بالإضافة إلى الجفاف. يبدأ صداع الكحول بعد أن يختفي تأثير الهذيان الكحولي، عادة في الليل أو في النهار بعد شرب المشروبات الكحولية. ولكن، حتى عندئذ، قد تكون نسبة الكحول في الدم عالية جداً وأعلى من الحدود الموضوعة لسائقي السيارات ومستخدمي الأدوات الخطرة. صداع الكحول يختفي خلال اليوم. يوجد هناك العديد من العلاجات (معظمها علوم زائفة) التي تدعي أنها تستطيع «علاج صداع الكحول». ولكن بالرغم من ذلك، تبقى قيادة السيارة خطرة بعد العلاج لفترة وقتية.
قد يؤثر الكحول في غدد الجسم ويتسبب في الاضطراب لها وللقلب.[بحاجة لمصدر] كما قد يسبب الخمر احتقان الجهاز التناسلي[بحاجة لمصدر].

## المحتوى الكحولي
يمكن تحديد تركيز الكحول في مشروب معين بنسبة الكحول في الحجم المئوية (ABV)، أو بنسبة الوزن (أحياناً تختصر إلى w/w أي الوزن للوزن) أو الإثبات الكحولي. في الولايات المتحدة الأمريكية، قياس «الإثبات» يساوي ضعف نسبة الكحول في الحجم في درجة حرارة 60 درجة فهرنهايت (مثال: 80 إثبات = 40% كحول في الحجم). كان يستخدم في المملكة المتحدة في الماضي درجات إثباتية، حيث كانت 100 درجة إثباتية تساوي 57.1% كحول في الحجم (تاريخياً، هذه النسبة تم تحديدها كأقل نسبة كحول يمكن بها إبقاء البارود مشتعلاً). التقطير الشائع لا يمكن أن يعبر 191.2 إثبات (أمريكي) لأنه عند تلك النقطة يصبح الإيثانول أزيوتروبي (ثابت الغليان) مع الماء. الكحول المنتج بهذه الطريقة يسمى كحول الحبوب ولا يمكن استهلاكه من قبل الإنسان.
أغلب الخمائر لا يمكنها النمو عندما يزيد تركيز الكحول عن 18% كحول في الحجم، فأصبح هذا الحد العملي لقوة المشروبات المخمرة مثل النبيذ والبيرة والساكي. تم تطوير أنواع من الخمائر على أن تعيش في محاليل تحتوي على 25% كحول في الحجم، ولكن تستخدم هذه الخمائر فقط لصنع وقود الإيثانول، وليس لصنع المشروبات. يتم إنتاج المشروبات الروحية بعملية تقطير المنتج المخمر، وبذلك تركيز الكحول والتخلص من بعض المنتجات الجانبية لعملية التخمر. النبيذ المحصن (en) يتم إنتاجه بإضافة براندي أو مشروب روحي مقطر آخر للحصول على نسبة أعلى من الكحول في الحجم مما يمكن الوصول إليه بالتخمير فقط.

## الأطعمة
الإيثانول هو مذيب جيد للعديد من المواد الدهنية والزيوت المهمة، وبذلك يسهل عملية إضافة العديد من الأصباغ ذات الطعم أو/و المركبات التي تعطي رائحة أو نكهة للمشروبات الكحولية، خصوصاً للمقطرة منها. هذه المكونات المطعمة قد تكون موجودة بشكل طبيعي في المادة البادئة لصنع المشروب أو قد يتم إضافتها قبل التخمير أو قبل التقطير، أو خلال التقطير (مثل الجن) أو قبل التعليب بالقناني. أحياناً يتم الحصول على المطعمات بالسماح للمشروب الكحولي بالبقاء لمدة أشهر أو سنوات في براميل البلوط، عادة بلوط فرنسي أو أمريكي وأحياناً بلوط مدخن، والذي قد يكون أحياناً في قيد الاستعمال لتعتيق مشروب كحولي آخر أو نبيذ أو ما شابه. أحياناً، يتم وضع بعض الأعشاب أو الفواكه في القنينة لإعطاء النكهة للمنتج النهائي.

## تاريخ

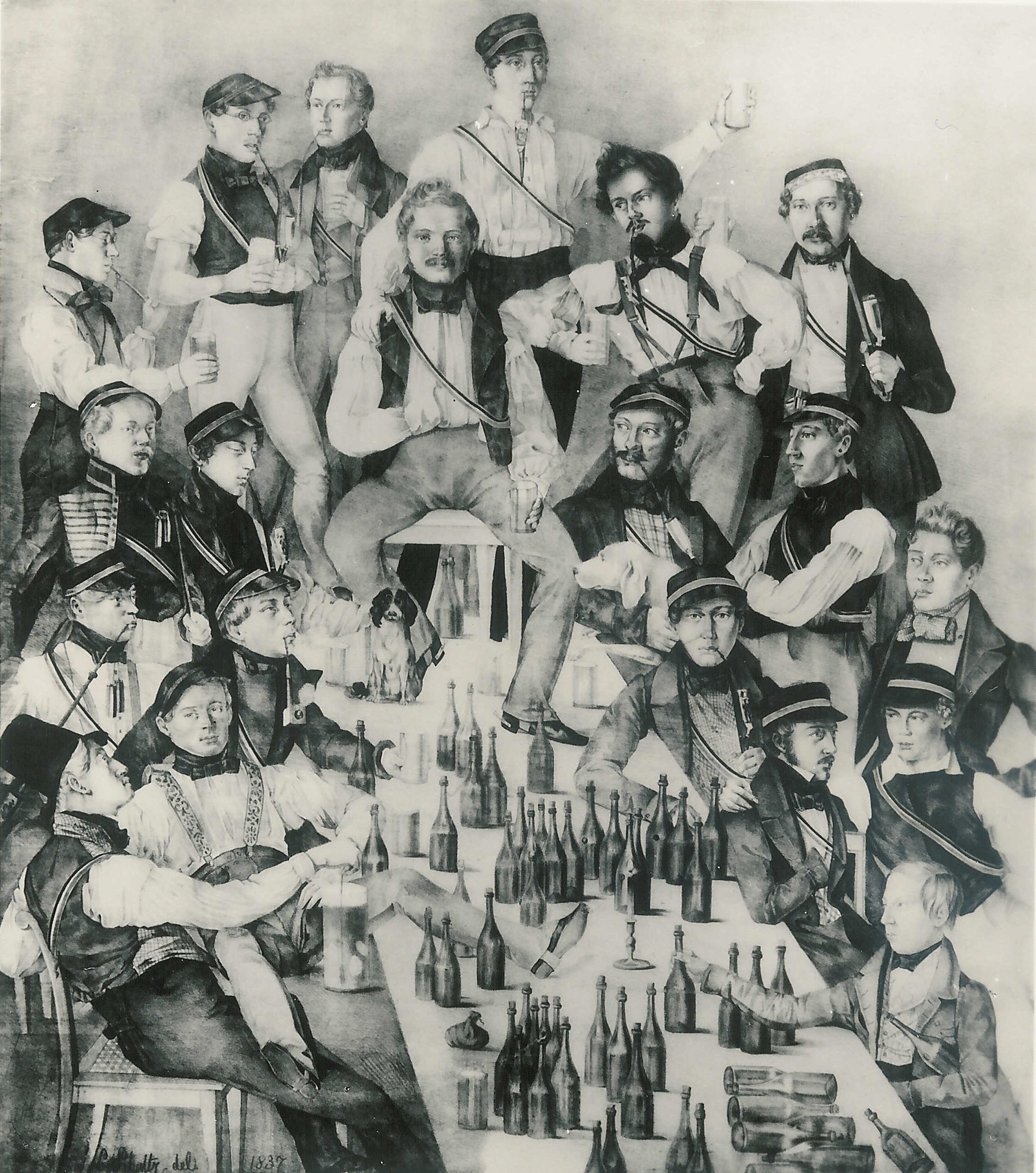
صورة تعود لعام 1837 لأعضاء من فيلق الطالب الألماني (دوقية براونشفايغ) يظهرون وهم يحتسون مشروباً كحولياً.

تم استهلاك الكحول بصورة شائعة في عصور ما قبل التاريخ  من العديد من الشعوب حول العالم، كجزء من الطعام اليومي، أو من أجل النظافة أو الأسباب الطبية، بالإضافة إلى آثاره المهدئة، ولأسباب أخرى.
تم استخدام بعض المشروبات لدلالات دينية أو رمزية عبر السنين، مثل الديانات الرومانية الإغريقية في طقوس السعادة للإله ديونيسوس إله النبيذ؛ أيضاً في الديانة المسيحية في القداس الإلهي؛ وفي الشابات اليهودي واحتفالات يهودية أخرى مثل الفصح.

### المشروبات المخمرة
تم عن طريق دراسة تحليلات كيميائية لآثار محفوظة في أواني خزفية من شمال الصين أن العديد من المشروبات المخمرة من الأرز والعسل والفواكه تم إنتاجها قبل حوالي تسعة آلاف سنة. وهذه هي تقريباً نفس الفترة التي بدأ بها تصنيع بيرة الشعير ونبيذ العنب في الشرق الأوسط. تم إيجاد العديد من الألواح الطينية والآثار الفنية في بلاد ما بين النهرين التي أظهرت أشخاصاً يستخدمون القصب لشرب البيرة من أواني كبيرة.
الكتابات الهندوسية شرحت كلاً من فوائد ومضار استخدام المشروبات الكحولية ونتائج السكر والأمراض الكحولية. أغلب الشعوب في الهند والصين أستمروا عبر التاريخ بتخمير جزء من حصادهم والاستمتاع بالناتج الكحولي لاحقاً. ولكن، ملتزمي الديانة البوذية، التي زادت في الهند في القرنين الخامس والسادس قبل الميلاد وأنتشرت إلى جنوب وشرق آسياً، يمتنعون عن استهلاك الكحول إلى يومنا هذا، مثل ملتزمي الهندوسية والسيخية. الديانة المنتشرة في بلاد ما بين النهرين ومصر هي الإسلام والتي تمنع الشرب وحتى تمنع التعامل بالمشروبات الكحولية.
كان يتم استهلاك النبيذ في بلاد الإغريق عند الفطور أو عند المعارض، وفي القرن الأول قبل الميلاد، أصبح النبيذ جزءاً من طعام أغلب سكان الإمبراطورية الرومانية. ولكن كلاً من الإغريق والرومان استهلكوا نبيذاً مخففاً (بنسبة تترواح من جزء 1 نبيذ لكل جزء ماء، إلى جزء 1 نبيذ إلى أربعة أجزاء ماء). تحويل الماء إلى نبيذ في عرس قانا الجليل هو أول معجزة منسبة ليسوع في العهد الجديد، واستخدام النبيذ في العشاء الأخير أدى إلى أن يصبح النبيذ جزء مهماً من طقس القداس الإلهي في أغلب الطوائف المسيحية.
خلال العصور الوسطى في أوروبا، أصبحت البيرة تستهلك من قبل كل العائلة؛ الرجال تناولوا أقواها ثم النساء ثم الأطفال. بالإضافة إلى تواجد السيدار أيضاً، في حين كان نبيذ العنب يعتبر مشروب الطبقات الراقية.
في الوقت الذي وصل فيه الأوروبيون إلى الأمريكتين في القرن الخامس عشر، كان قد طور العديد من سكان الأمريكتين الأصليين مشروباتهم الكحولية الخاصة. حسب مستند لاستعمار الأزتيك، يذكر أنهم كانوا يشربون «نبيذاً محلياً» فقط في المناسبات الدينية، ولكن يعطى مجانياً بدون قيود لمن زاد عمره عن السبعين عاماً. صنع مواطنو أمريكا الجنوبية الأصليون منتجاً يشبه البيرة من الشعير الحلو.
تم ذكر الاستخدام الطبي للكحول في الكتابات السومرية والمصرية المؤرخة بسنة 2100 قبل الميلاد أو قبل ذلك. التوراة حث على إعطاء الكحول لمن هم مكتئبون أو في فراش الموت، لكي ينسوا مشاكلهم (سفر الأمثال 31:6-7).

### المشروبات المقطرة

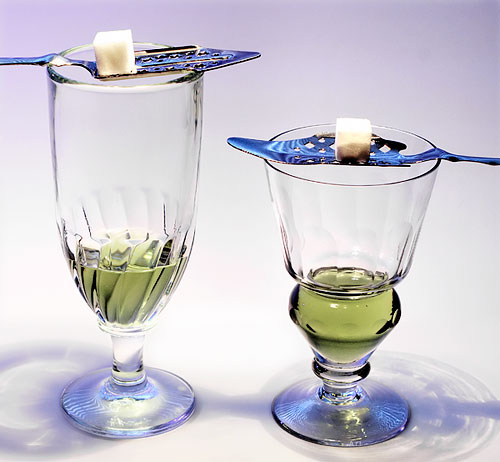
قدحي أبسينث، مشروب مقطر يشرب مع السكّر

يمكن تتبع عملية تقطير الكحول إلى آسيا الوسطى والشرق الأوسط. خصوصاً إلى الكيميائيين العرب الذين كانوا أول من قام بتقطير الكحول وإنتاج كحول مقطر صاف تماماً. ولا يزال الكحول في اللغة الإنجليزية يحمل لفظه العربي الأصلي 
فيما بعد، بدأ ينتشر إلى أوروبا في نصف القرن الثاني عشر، وفي بداية القرن الرابع عشر، انتشر عبر كل القارة الأوروبية وأنتشر أيضاً إلى الشرق بسبب المغول وبدأ في الصين لا أكثر من القرن الرابع عشر. ولكن تظهر الاكتشافات الأثرية المؤخرة أن هناك احتمالاً أن عملية التقطير كانت موجودة في الصين في سنة 5000 قبل الميلاد. باراسيلسوس أعطى الكحول اسمه الحالي وأخذه من الأصل العربي.

## الاستخدامات

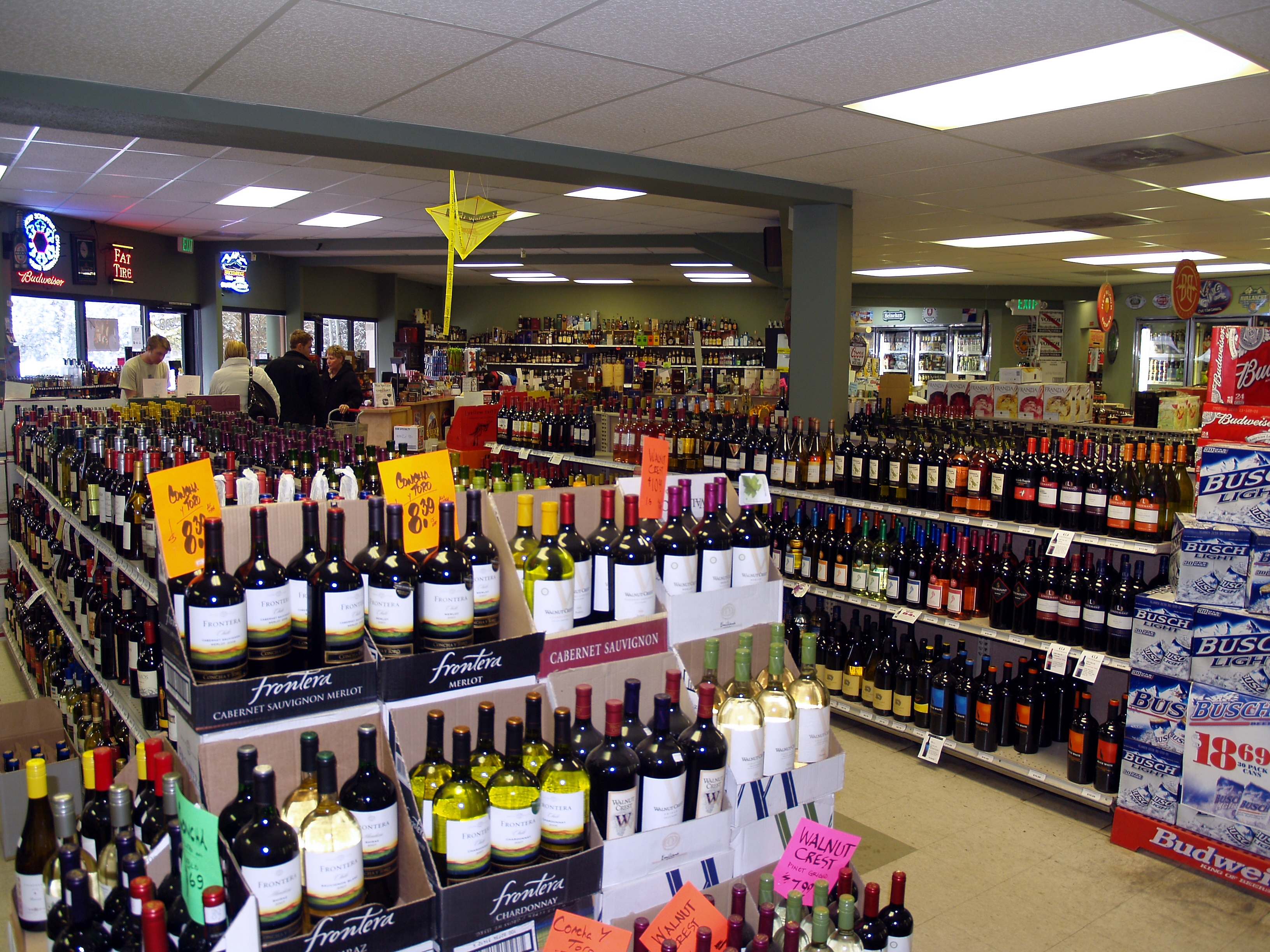
متجر مخصص لبيع المشروبات الكحولية في الولايات المتحدة. تجاوزت عائدات المبيعات العالمية للمشروبات الكحولية 1 تريليون دولار عام 2014.

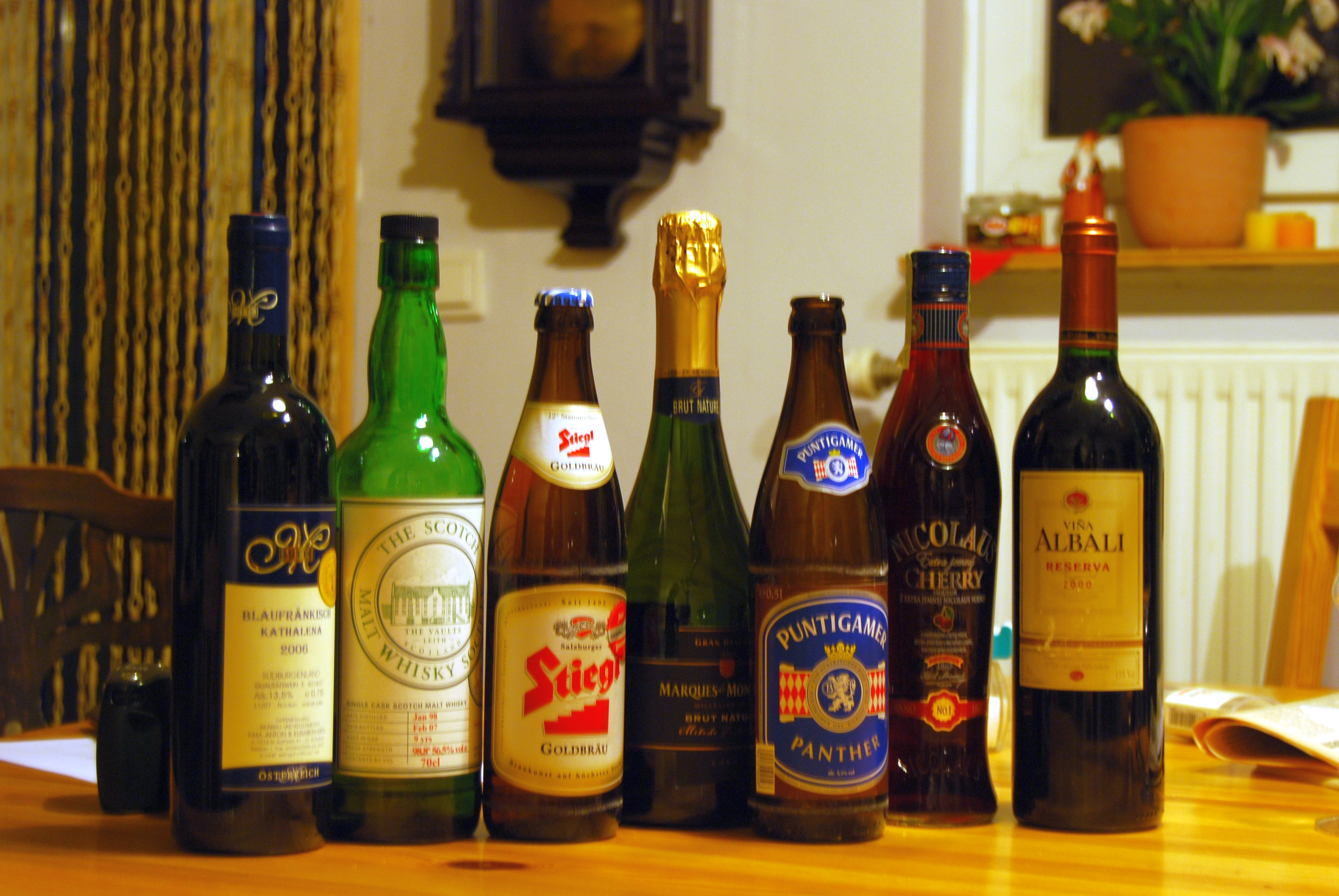
مجموعة مختارة من المشروبات الكحولية. من اليسار لليمين: نبيذ أحمر - ويسكي من الشعير - جعة «لاجر» - نبيذ فوار - جعة «لاجر» - ليكير بالكرز - نبيذ أحمر

في العديد من الدول، يتم استهلاك المشروبات الكحولية ضمن الوجبات اليومية الرئيسية مثل الغداء والعشاء. في الأماكن والمناطق التي تكون بها البيئة رديئة النظافة، مثل أوروبا العصور الوسطى، استهلاك المشروبات الكحولية (خصوصاً البيرة) كان أحد طرق الابتعاد عن الأمراض التي تحملها المياه مثل الكوليرا.
بالرغم من أن الكحول يقتل البكتيريا، إلا أن النسبة القليلة في البيرة وحتى في النبيذ لها تأثير محدود جداً. ولكن على الأغلب أن عملية غليان المياه التي تستخدم في صنع البيرة وأيضاً عملية تنمية الخميرة التي تتزاحم مع الكائنات المجهرية الأخرى، هم أهم من الكحول نفسه. بالإضافة إلى ذلك، فإن الإيثانول في المشروبات الكحولية يعمل بالسماح للمشروبات أن تخزن لأشهر أو سنوات في أوعية خشبية أو طينية من غير أن تتعفن؛ ولذلك السبب يتم استخدام المشروبات الكحولية على متن السفن البحرية كطريقة للحفاظ على نسبة مياه صحية في أجساد البحارة، خصوصاً خلال الرحلات الطويلة ضمن العصر الكولوني.
في الطقوس الباردة، يتم النظر إلى المشروبات الكحولية القوية مثل الفودكا كأنها طريقة لـ «تدفئة» الجسم، ربما لأن الإيثانول هو مصدر سريع الامتصاص كطاقة غذائية وأيضاً لأنه يؤدي إلى توسيع الأوعية الدموية الطرفية (بالإنجليزية: Peripherovascular dilation) - هناك خطأ شائع يقول أن الكحول يتسبب بتحويل حرارة الجسد إلى أطرافه ويؤدي إلى خسارة الحرارة بسرعة للبيئة المحيطة، ولكن هذا غير صحيح.
في العديد من الحضارات، الحالية والتاريخية، لعبت المشروبات الكحولية دوراً مهماً في التعامل والتعارف الاجتماعي، وذلك لأنه يعطي ما يسمى «بالشجاعة السائلة» (حيث إن من يشربه عادة يحصلون على ثقة بالنفس ويكسرون أي حواجز مانعة) وذلك بسبب تأثيرات الكحول على الجهاز العصبي. في حين إن المواد الفعّآلة عصبياً (مثل الكانيبس والقات) لها استخدامات حضارية في الاستعمال الاجتماعي، إلا أن فقط القهوة والشاي والتوباكو هم الآن مستخدمون ومقبولون بشكل شائع جداً مثل الإيثانول لهذا الغرض.

## استهلاك الكحول والصحة
الكحول مادة اكتئابية فهو مركب يعمل كمادة مثبطة للجهاز العصبي المركزي. وتتضمن تأثيراته قصيرة المدى تقليل القلق وانخفاض المهارات الحركية والشعور بالنشوة عند تناول جرعات منخفضة، بينما تشمل التسمم والغيبوبة وفقدان الوعي وفقدان الذاكرة التقدمي أو حتى الموت عند تناول جرعات عالية. 
تتميز أغشية الخلايا بنفاذية عالية للكحول، لذلك بمجرد دخوله مجرى الدم يمكن أن ينتشر في كل خلية بالجسم تقريبًا. كما يمكن أن يزيد من مشاكل النوم، ويعتبر استمرار اضطرابات النوم علامة قوية على احتمال العودة لاستهلاكه أثناء محاولة الإقلاع. الاستخدام طويل الأمد قد يؤدي إلى اضطرابات تعاطي الكحول وزيادة خطر الإصابة بالاعتماد الجسدي، وأمراض القلب والأوعية الدموية، وأنواع مختلفة من السرطان.
وفقًا للوكالة الدولية لأبحاث السرطان، يُصنف الإيثانول الموجود في المشروبات الكحولية كمادة مسرطنة ضمن القائمة 1 للمواد المسرطنة للبشر. التي تنص على ما يلي "هناك أدلة وأبحاث كافية تُظهر أن الأسيتالديهيد، وهو المستقلب الأساسي للإيثانول الذي يُفرز بواسطة إنزيمات الكبد عند تناول الكحول، يُسبب السرطان". ووفقًا لمنظمة الصحة العالمية فإن الكحول من بين أخطر المواد المسرطنة، وتؤكد أنه لا توجد كمية آمنة من الكحول يُمكن استهلاكها دون مخاطر.
أدخلت بعض الدول تدابير تشمل وضع تحذيرات على عبوات المشروبات الكحولية لتوعية المستهلكين بمخاطر الكحول وعلاقته بالسرطان، بالإضافة إلى متلازمة الكحول الجنينية.
هذه الإجراءات حظيت بدعم تاريخي من منظمات حركة الاعتدال مثل اتحاد الاعتدال النسائي المسيحي، وكذلك من المنظمات الطبية مثل جمعية السرطان الأيرلندية.
خلص تحليل شامل لـ 107 دراسات أترابية إلى أن انخفاض تناول الكحول يوميًا لا يسبب ضررًا ولا فائدة؛ ومع ذلك، فإن زيادة الاستهلاك، حتى في حال كانت الكميات منخفضة نسبيًا في اليوم (> مشروبين للنساء و> 3 مشروبات للرجال)، يزيد من المخاطر الصحية ومعدلات الوفيات.
وفقًا لتقرير منظمة الصحة العالمية لعام 2018، فإن تعاطي الكحول يسبب وفاة 3 ملايين شخص سنويًا، وهو ما يمثل 5% من عبء المرض العالمي. تشكل الإصابات 28% من الوفيات، و21% من الوفيات ترتبط بأمراض الجهاز الهضمي، و19% بأمراض القلب والأوعية الدموية. ولا تزال هذه النسب مرتفعة في أوروبا والأمريكتين حيث توجد أعلى معدلات اضطرابات الكحول.
وقد أظهرت دراسات حديثة ارتباطاً معتداً به بين الكحول والإيدز ووجدت إحدى الدراسات أن 41 في المائة من المرضى المصابين بفيروس الأتش آي في توفرت فيهم مواصفات الإدمان على الكحول. في 2001، تم نشر تقرير يدل عن أن استهلاك الكحول بصورة مفرطة أدى إلى العديد من حالات الوفاة في الولايات المتحدة الأمريكية.

## الكحول والديانات

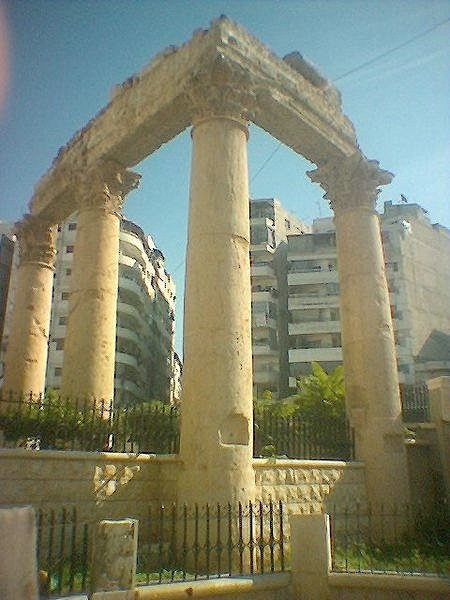
أطلال معبد باخوس، إله الخمر، وسط مدينة اللاذقية في سوريا.

لقد تعددت نظرة الأديان إلى الكحول، فمن المعروف أن الأديان التي ظهرت قبل الأديان الإبراهيمية الثلاث، لم تلحظ تحريمًا محددًا للخمر، وسوى ذلك فإن الديانات الإغريقية والرومانية، قد احتوت قائمة الآلهة لديها على إله مخصوص للخمر، يطلق عليه عادةً اسم باخوس، ونرى الكتابات الدينية لدى الإغريق والرومان تدل على أن الكحول تساعد في تقوية الشهوة الجنسية والخصوبة؛ بعض الديانات الأخرى تضع قيوداً على استخدام الكحوليات مثل السيخية والماهايانا البوذية وبعض طوائف الهندوسية.

### في اليهودية
إن الشريعة اليهودية التي سنّها موسى، سيّما شريعة المسموحات والمحظورات من الطعام والشراب، هي مذكورة في سفر اللاويين وفي سفر تثنية الاشتراع، ولا يوجد ذكر للخمر فيها، إلا أن التشريع منع من نذر نذرًا للرب خلال فترة نذره في شرب الخمر، أو من نذر حياته بكاملها له، الكهنة مثلاً، طوال فترة حياتهم، أو خلال فترة الصوم، وسوى ذلك لا يوجد (تحريم) للخمور بل هناك عدة آيات تدل على أن الشعب اليهودي قد اعتاد شرب الخمر، خصوصًا في احتفالات عيد الفصح اليهودي.

### في المسيحية
لا تحرّم المسيحية أي نوع من الطعام أو الشراب، وفيما يخص الخمر، نرى أن المسيح نفسه وتلاميذه قد شربوا الخمر، وكانت أولى العجائب التي اجترحها المسيح حسب الأناجيل، أنه قد حوّل الماء إلى الخمر عندما نفِد في عرس قانا الجليل ، وفي اليوم الأخير من حياته الأرضية، أخذ كأس الخمر وقدمها للتلاميذ قائلاً، هذا هو دمي، وهذا أساس القداس الإلهي الذي لا يزال المسيحيون يقيمونه إلى يومنا هذا؛ لكن المسيحيّة حذرت بشدة من الانغماس في الشهوات، ومنها الانغماس في شرب الخمر أو السُكر، بل نرى بولس الرسول ينصح تلميذه باستعمال القليل من الخمر كدواء للمعدة؛ أما فيما يخص رجال الدين، فقد حرّمت الكنيسة الأرثوذكسيّة على رجال الدين شرب الخمر، استنادًا إلى نظرة العهد القديم (التسمية المسيحية للتوراة اليهودية) حول الموضوع، بينما يسمح الكاثوليك وأغلب البروتستانت بذلك، استنادًا إلى توصيات الأناجيل فيما يخصّ الرعاة والكهنة، إذ يطلب من الراعي أن لا يكون مدمنًا للخمر، وليس غير شارب له؛ غير أنّ بعض الكنائس الراديكاليّة البروتستانتية في الولايات المتحدة، تحرم الخمر أو تدعو للابتعاد عنه.

### في الإسلام
ويعتبر الخمر في الإسلام محرمًا تحريمًا مطلقًا، ويدعى في الفقه الإسلامي بأم الكبائر، وقد تمّ تحريمها استنادًا إلى عدد من الآيات الواردة في القرآن الكريم والسنة النبوية، وذلك على عدة مراحل، المرحلة الأولى تذكر بأن للخمر إثم ومنافع، والمرحلة الثانية تبدأ مع الآية الواردة في سورة النساء بمنع أداء شعائر الصلاة في حالة السكر، أما المرحلة الثالثة، وهي الحاسمة، فتشمل تحريمًا مطلقًا: "يَأَيُّهَا الَّذِينَ آمَنُوٓاْ إِنَّمَا الخَمْرُ وَالْمَيْسِرُ وَالْأَنصَابُ وَالْأَزْلَٰمُ رِجْسٌ مِّنْ عَمَلِ الشَّيْطَانِ فَاجْتَنِبُوهُ لَعَلَّكُمْ تُفْلِحُونَ"، ولا يتوقف الفقه الإسلامي عند تحريم شرب الخمر، بل تنزل عقوبة ثمانين جلدة، في حال ضبط أحدهُم يشرب خمرًا "، لكن كثيرًا من الدول ذات الغالبية المسلمة كسوريا ومصر وتركيا وإندونيسيا، تسمح بتداول الخمور وإنتاجها بعكس بعض الدول الأخرى كالسعودية وإيران والسودان والكويت والصومال التي تمنع تداول وإنتاج الخمر، أما الإمارات العربية المتحدة وقطر والبحرين فيسمحون بتداول الخمور؛ بيد أن هذا التحريم، وفي جميع الدول والمناطق، لا يشمل الأدوية التي تحتوي على نسب قليلة من الكحول.

## اعتبارات قانونية

### منع إستهلاك الخمور
تمنع بعض الدول ذات الأغلبية المسلمة الخمور منعا باتا وبشكل مطلق مثل المملكة العربية السعودية والكويت وأفغانستان وباكستان وبنغلاديش وإيران والعراق، والسودان وبعض محافظات الهند بينما تمنع بعض الدول إستهلاك الخمور بإستثناء الفنادق أو المحلات والجهات التي تحمل الرخص مثل الإمارات وقطر والبحرين واليمن.

### احتكار الكحول
تقوم بعض الدول بفرض احتكار على تجارة بعض أو جميع المشروبات الكحولية، بحيث لا يتم بيع الكحول سوى عبر سياسة احتكارية حكومية، وغالباً ما يتم بيع الكحول عبر متاجر تابعة للدولة، ويتم تطبيق هذه السياسة في السويد عبر متاجر سيستم بولجيت، وفي دولة قطر عبر شركة قطر للتوزيع، وفي تركيا عبر مؤسسة تيكيل (TEKEL)، وبعض الدول الأخرى.

### قيود العمر
في معظم الدول، لا يسمح بشراء الكحول إلى حد عمر معين كما هي الحالة مع التدخين. في أوروبا، يكون هذا العمر عادة 18، أما في الولايات المتحدة فهو 21. في اليابان هو 20.

### قيادة السيارة تحت تأثير الكحول
تمنع العديد من الدول أن يقوم الناس بقيادة السيارة تحت تأثير الكحول، لأن الكحول سيتسبب بإبطاء ردود أفعالهم أو قدرتهم على القيادة في الحالات المتطرفة. تختلف قوانين «القيادة تحت التأثير» من دولة إلى أخرى، حيث إن بعض الدول تعتمد نسبة 0% من الكحول في الدم، بينما تعتمد دولٌ أخرى نسباً صغيرة تعتبر مقبولة.

## أنواع الكحول

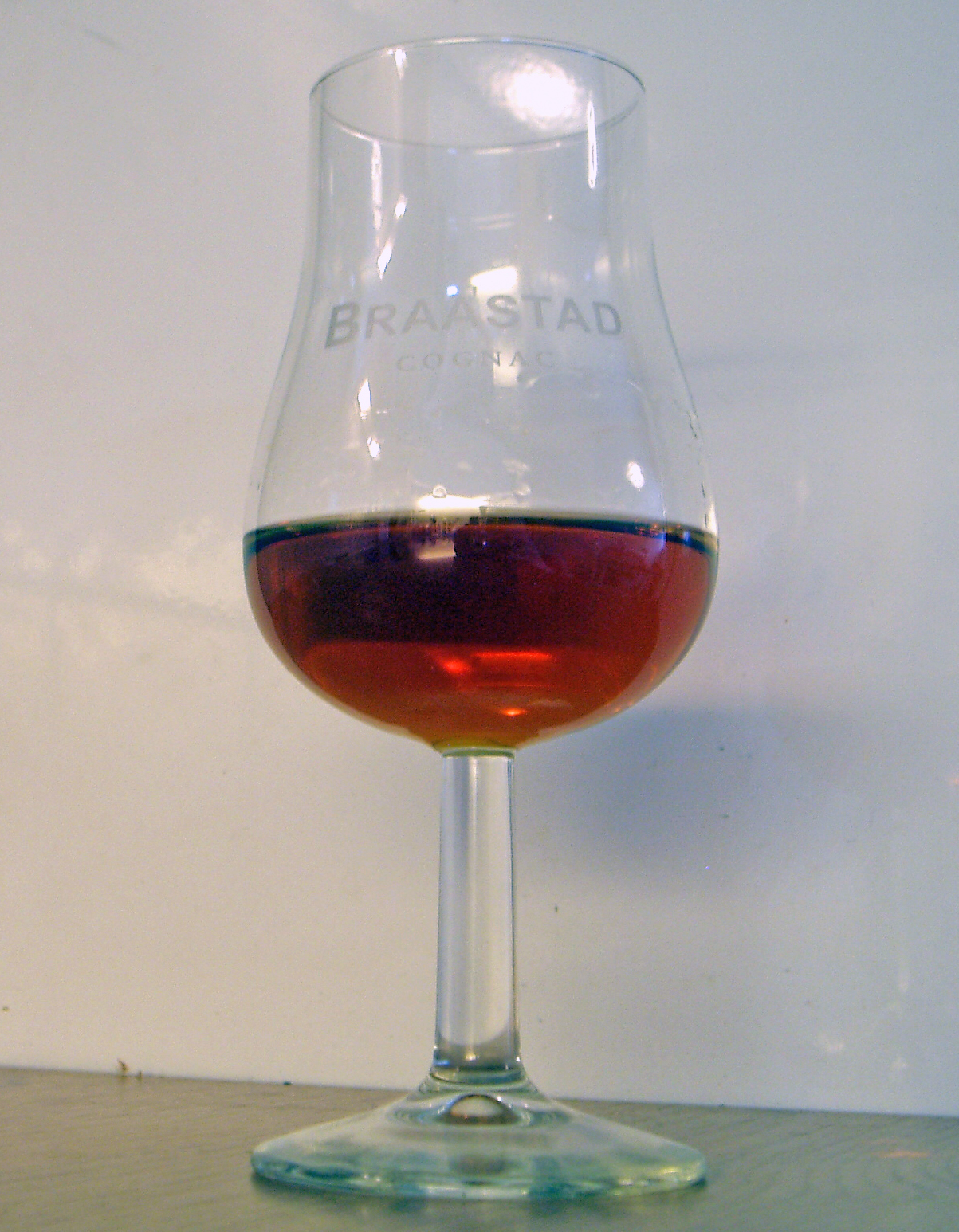
كأس كونياك، مشروب روحي مقطر مصنوع من عصير العنب

تصنع المشروبات ذات المحتوى الكحولي القليل بعملية تخمر المواد التي تحتوي على السكر - أو النشا، أما المشروبات ذات المحتوى الكحولي العالي، فيتم إنتاجها بتقطير هذه المنتوجات الأولية. أحياناً، يتم زيادة المحتوى الكحولي بإضافة منتوجات مقطرة، خاصة في حالة النبيذات. مثل نوعي النبيذ: البورت والشيري.
العملية التي يتم إستخدامها (بالإضافة إلى المحتوى الكحولي الذي يتم إنتاجه) تعرف المنتوج النهائي. البيرة مثلاً تُصنع بعملية تخمر قصيرة (غير مكتملة) نسبياً وأيضاً فترة تعتيق قصيرة (أسبوع أو أسبوعين) بحيث تنتج بنسبة كحول بين ال 3-8%، بالإضافة إلى الكربنة الطبيعية. النبيذ يحتاج إلى عملية تخمير أطول (مكتملة)، وفترة تعتيق أطول نسبياً (أشهر أو سنين، أحياناً عقود) للحصول على نسبة كحول بين 7-18%. النبيذ الغازي يتم صنعه عادة بإضافة كميات صغيرة من السكر قبل التعبئة في القناني، مما يؤدي إلى عملية تخمر ثانوية يتم حصولها في القنينة. المنتوجات المقطرة تكون عادة ذات محتوى كحولي يبلغ 30% أو أكثر. الليكيورات تمتاز بطريقة وضع أطعمتها مع المحتوي السكري العالي. المشروبات الروحية عادة تحتوي على 37,5% كحول أو أكثر ولا يتم وضع الأطعمة فيها خلال عملية التقطير، ولكن بعض الروحيات الحديثة يتم وضع الأطعمة فيها بعد التحقطير مثل الفودكا السويدية أبسولوت.
المشروبات الكحولية القياسية في الولايات المتحدة كلها تحتوي على نفس مقدار الكحول حوالي 0,6 أونص أمريكي لكي 17،75مل. المشروب الأمريكي القياسي يكون في علبة أو قنينة ذات 12 أونصة، أو قدح نبيذ للعشاء ذو مقدار 5 أونصة، أو 1,5 أونصة من الروحيات المقطرة (40%).
في المملكة المتحدة، يتم قياس الكحول بالوحدات. الوحدة الواحدة تساوي 10 مل من الكحول الخالص (إيثانول). قدح البيرة الكبير، أو الباينت، يحتوي على وحدتين تقريباً. أما قدح الروحيات (25مل) من مشروب روحي ذو 40%، يحتوي على وحدة واحدة تماماً.
أسماء بعض المشروبات يتم تحديدها حسب مصدر المادة المخمرة:
الحبوب
| المصدر                                                 | اسم المشروب المخمر                                                                                            | اسم المشروب المقطر                                              |
| ------------------------------------------------------ | --- | --------------------------------------------------------------- |
| شعير                                                   | بيرة، إيل، نبيذ الشعير                                                                                        | ويسكي سكوتش، ويسكي إيرلندي، شوتشو (اليابان)                     |
| جاودار                                                 | بيرة الجاودار. كفاس                                                                                           | ويسكي الجاودار، روغينكورن (نوع من الكورن Korn، من ألمانيا)      |
| الذرة                                                  | تشيتشا، بيرة الذرة                                                                                            | ويسكي البوربون، فودكا (فقط القليل مثل تيتوس في تكساس)           |
| ذرة بيضاء                                              | بوروكوتو (نيجيريا)، بيتو (غانا)، ميريسا (جنوب السودان)، بيليبيلي (تشاد، وسط أفريقيا، الكاميرون)               | ماوتاي، غاوليانغ، أنواع أخرى من الـ بايجيو (الصين).             |
| قمح                                                    | بيرة القمح | فودكا، ويسكي القمح، فايزينكورن (نوع من الكورة Korn، في ألمانيا) |
| رز                                                     | هوانغجيو، تشاوجيو (الصين)، ساكي (اليابان)، سونتي (الهند)، ماكجيولي (كوريا)، تواك (جزيرة بورنيو)، ثوون (نيبال) | بايجيو الرز (الصين)، شوتشو وأواموري (اليابان)، سوجو (كوريا)،    |
| الدخن                                                  | بيرة الدخن (صحراء أفريقيا)، تونغبا (تيبيت)                                                                    |                                                                 |
| قمح البوك                                              | | شوتشو (اليابان)                                                 |
| التفاح التوت البرقوق المشمش الإجاص السفرجل التين الكرز | | راكيا                                                           |

عصائر الفواكه
| المصدر        | اسم المشروب المخمر                                                                                     | اسم المشروب المقطر |
| ------------- | --- | --- |
| عصير العنب،   | نبيذ                                                                                                   | براندي، كونياك (فرنسا)، فيرموث، أرمانياك (فرنسا)، بارنتواين (ألمانيا)، بيسكو (تشيلي والبيرو)، راكيا صربيا و (البلقان وتركيا)، سينغاني (بوليفيا)، بالينكا (هنغاريا)، عرق (سوريا، لبنان، الأردن، فلسطين، إيران) |
| عصير التفاح   | سيدار، أبفيلواين                                                                                       | براندي التفاح (أو applejack)، كالفادوس، سيدار، لامبيك |
| عصير الكمثرى  | بيري، أو سيدار الكمثرى; بواريه (فرنسا)                                                                 | براندي الكمثرى، ماء-الحياة Eau-de-Vie (فرنسا) |
| عصير الخوخ    | نبيذ الخوخ                                                                                             | سليفوفيتس، تزويكا، بالينكا، أوميشو |
| عصير الأناناس | تيباش (المكسيك)                                                                                        | |
| الموز         | أورغواغوا (يوغاندا ورواندا)، مبيج (مع مولت الدخن; تانزانيا)، كاسيكيسي (مع مولت الذرة البيضاء; الكونغو) | |
| غوكي          | جيو الغوكي (الصين)                                                                                     | |
| ميريكيا روبري | جيو يانغمي(الصين)                                                                                      | |

الخضروات
| المصدر                 | اسم المشروب المخمر                                                                                                  | اسم المشروب المقطر                                                           |
| ---------------------- | --- | ---------------------------------------------------------------------------- |
| عصير الزنجبيل          | بيرة الزنجبيل (بوتسوانا)                                                                                            |                                                                              |
| البطاطس                | بيرة البطاطس | فودكا: تستخدم البطاطس بكثرة في بولندا وألمانيا.                              |
| بطاطس حلوة             | | شوتشو (اليابان)                                                              |
| البنجر                 | | فودكا وردية (روسيا)                                                          |
| كاسافا/مانيوك/يوكا     | نيهاماتشي (أمريكا الجنوبية)، كاسيري (صحراء أفريقيا)، تشيتشا (أكوادور) (قد تخمر من 3 إلى 10 أيام لتحديد قوة المشروب) |                                                                              |
| عصير قصب السكر، والدبس | باسي، بيتسا-بيتسا (إقليمي)                                                                                          | رم (الكاريبي)، بينغا أو كاتشاسا (البرازيل)، أغوارديينتي، غوارو، عرق (العراق) |
| عصير أغاف              | بولك | تيكيلا، ميزكال                                                               |

الآخرون
| المصدر       | اسم المشروب المخمر                             | اسم المشروب المقطر                    |
| ------------ | ---------------------------------------------- | ------------------------------------- |
| عصارة النخيل | نبيذ كويول (وسط أمريكا)، تيمبو (صحراء أفريقيا) | العرقي المقطر السودان                 |
| العسل        | الميد، تيغ (إيثيوبيا)                          | ميد مقطر (براندي الميد وبراندي العسل) |
| حليب         | قمارص، كفير، بلاند                             | أراكا                                 |
| سكر          | كيلجو (فنلندا)                                 | شوتشو: مصنوع من السكر البني (اليابان) |

لاحظ أن في الكلام العام، «النبيذ» و«البراندي» يطلقان على ما يصنع من العنب عادة، إلا إذا تم تحديد الفاكهة، مثل : نبيذ الخوخ أو براندي الكرز، إلا إنه في بعض الأحيان، يتم إضافة كحول مشتق من العنب أيضاً.
في الولايات المتحدة الأمريكية وكندا، «سيدار» عادة يدل على عصير التفاح غير المخمر (أنظر سيدار)، في حين أن السيدار المخمر يسمى السيدار «القوي». يسمى أيضاً السيدار الغير مخمر بالسيدار «الحلو». في المملكة المتحدة، تدل كلمة «سيدار» بحالها على المشروب الكحولي؛ وفي أستراليا فإن المصطلح غير محدد.
«بيرة» عادة تكون مصنوعة من الشعير، ولكن أحياناً قد تحتوي على خليط من الحبوب الأخرى. «ويسكي» قد يصنع أحياناً من خليط لحبوب مختلفة، خصوصاً الويسكي الإيرلندي.
من أشهر المشروبات الكحولية المقطرة هما الفودكا والجن. تعرف الفودكا بأنها تقطر من العديد من المصادر الزراعية خصوصاً الحبوب والبطاطس ولكن يتم تقطيره عدة مرات لتقليل الأطعمة المشتقة من المواد الأصلية. ولكن المقطرين والخبراء لا يتفقون على ذلك، حيث أنهم يقولون أن فودكا البطاطس لها طعم كريمي في حين أن فودكا الحبوب لها طعم ثقيل. الجن هو منتوج مقطر مشابه تم تطعيمه بدمجه مع بعض الأعشاب والمنتوجات النباتية مثل التوت البري وأحياناً الهيل أو حبوب العرعر أو أوراق الورد أو آخرون. الاسم يأتي من الكلمة الهولندية والفرنسية للعرعر (jenever) أو (genever).

## وصلات خارجية
- استراتيجية عالمية للكحول
- تقرير عالمي حول الكحول 2004 من إعداد منظمة الصحة العالمية.
- استهلاك الكحول في البلدان المختلفة